# Ivan Krajnc
Ivan Krajnc, hrvatski bosanskohercegovački bivši nogometaš. Igrao za Željezničar iz Sarajeva. Počevši od sezone 1921./22. igrao je za Željezničar pet sezona. Željezničar je tad igrao u rangu sarajevskog nogometnog podsaveza i podsaveznoj ligi.